# 프린세스 구출 대작전
프린세스 구출 대작전(Princess Protection Program)은 디즈니 채널 오리지널 무비로, 미국에서는 2009년 6월 26일에 방송되었다.

## 줄거리
작은 나라 코스타 루나의 공주 로살린다는 여왕 즉위를 앞두고 있지만, 이웃 나라 코스타 에스트렐라의 독재자 마그누스 케인의 침략으로 위기에 처한다. 왕실을 노리는 케인에게서 도망치기 위해 공주 보호 프로그램(P.P.P.) 요원 조 메이슨의 도움을 받아 루이지애나의 작은 마을로 피신한다. 그곳에서 조의 딸이자 톰보이 기질이 있는 십대 소녀 카터를 만나게 된다.
로살린다는 ‘로지 곤잘레스’라는 가명으로 카터의 사촌 동생인 척하며 지내게 되고, 처음에는 낯설어하던 카터와 점차 가까워진다. 카터는 로지에게 미국 십대처럼 행동하는 법을 가르쳐주고, 로지는 카터에게 자신을 얕보는 사람들에게 대처하는 방법을 알려준다. 로지는 학교에서 인기를 얻게 되지만, 케인이 로지의 위치를 알아내기 위해 어머니 소피아 여왕을 강제로 결혼시키려 한다는 사실을 알게 된다.
로지는 고향으로 돌아가기로 결심하지만, 카터는 아직 위험하다고 판단하여 로지 대신 자신이 미끼가 되기로 한다. 카터는 로지의 드레스 디자이너에게 도움을 요청하여 로지와 똑같은 옷을 준비하고, 가면 무도회에서 케인을 유인하려 한다. 하지만 로지는 카터가 위험에 처하는 것을 막기 위해 자신의 정체를 드러낸다. 다행히 P.P.P. 요원들이 미리 대기하고 있었고, 케인과 그의 부하들을 체포하여 국제 당국에 넘긴다. 결국 로살린다는 여왕으로 즉위하고, 카터, 조, 소피아 여왕 등이 이 자리에 참석한다.

## 출연

### 주연
- 셀레나 고메즈
- 데미 로바토

### 조연
- 제이미 정
- 니콜라스 브라운
- 케빈 G. 슈미트
- 몰리 하건
- 로버트 애덤슨
- 데일 딕키
- 사만다 드로크
- 톰 베리카
- 설리 디아즈
- 자니 레이
- 브라이언 테스터
- 리카도 알바레즈
- 레이몬 샐다나

## 기타
- 미술: 빌 에이겐브로트
- 세트: 모니카 몬세라테
- 의상: 에이미 스토프스키
- 배역: 바비 블록
- 배역: 샐리 스티너